# Resul Kurt
Resul Kurt (* 1971 in Adıyaman) ist ein türkischer Politiker der Adalet ve Kalkınma Partisi (AKP), der seit 2023 Mitglied der Großen Nationalversammlung (TBMM) ist.

## Leben
Resul Kurt, Sohn von Abuzer Kurt und dessen Ehefrau Fatma Kurt, begann nach dem Schulbesuch ein Studium an der Fakultät für Politikwissenschaften der Universität Istanbul (İstanbul Üniversitesi), welches er 1992 beendete. 1995 begann er seine berufliche Laufbahn als stellvertretender Versicherungsinspektor bei der Generaldirektion der Sozialversicherungsanstalt SSK (Sosyal Sigortalar Kurumu) und wurde 1998 zum Versicherungsinspektor ernannt. Daneben begann er berufsbegleitend ein postgraduales Studium am Bank- und Versicherungsinstitut der Marmara-Universität (Marmara Üniversitesi), welches er 1999 mit der Arbeit „Sosyal Sigortalarda Denetim ve Özel Bir Denetim Yöntemi Olarak Asgari İşçilik Uygulaması“ über die Prüfung in der Sozialversicherung und Mindestarbeitspraxis als besondere Prüfungsmethode mit einem Master beendete. Nach einer Verwendung als Hauptinspektor war er Leiter der Berichtskommission und zwischen 2006 und 2007 Berater des Präsidenten der SSK, Birol Aydemir, ehe er Ende 2008 aus dem Dienst bei der SSK ausschied. 2010 schloss er seine Promotion an der Fakultät für Finanzwissenschaften der Marmara-Universität mit der Dissertation „Vergi Hukuku Açısından Hizmet Akdi“ ab, in der er sich mit dem Dienstvertrag im steuerrechtlichen Sinne befasste.
Daraufhin war Kurt Dozent an der Marmara-Universität, der Bahçeşehir-Universität (Bahçeşehir Üniversitesi) und der 2015 gegründeten İstinye-Universität (İstinye Üniversitesi), an die er 2017 berufen wurde und dort 2018 den Titel eines außerordentlichen Professors im Bereich Sozialpolitik erhielt. Während seiner Tätigkeit als Hochschullehrer beschäftigte er sich mit Themen wie Sozialversicherung, Arbeitsrecht, Steuerrecht, Arbeitslosigkeit, Beschäftigung, Behindertenrechten, Gesundheit und Sicherheit am Arbeitsplatz, Frauenrechten, Sozialleistungen und Armut, Gesundheit und Arbeitsleben. Er hielt Vorträge auf zahlreichen nationalen und internationalen Symposien und nahm als Redner an Seminaren und Konferenzen in vielen Städten teil. Daneben arbeitete er als Kolumnist für Zeitungen wie Star und Dünya und moderierte auch Sendungen bei Fernsehsendern wie 24, TRT-Haber und Ülke TV. Daneben engagierte er sich unter anderem als Vizepräsident der Politischen Stiftung Istanbul, als Vizepräsident des Verbandes der Sozialversicherungsberater, als Mitglied des Vorstands und stellvertretender Sekretär der Roter-Halbmond-Zweigstelle in Bayrampaşa sowie ehrenamtlich in der humanitären Hilfe in Banda Aceh in Indonesien und Mogadischu in Somalia.
Resul Kurt, der Mitglied des Vorstands und Vizepräsident für Wirtschaftsangelegenheiten sowie Vizepräsident für Sozialpolitik der Partei für Gerechtigkeit und Aufschwung (AKP) war, wurde bei der Parlamentswahl am 14. Mai 2023 für die AKP für die Provinz Adıyaman erstmals zum Mitglied der Großen Nationalversammlung TBMM (Türkiye Büyük Millet Meclisi) gewählt und gehört dieser seither an. In der aktuellen 28. Legislaturperiode ist er seit dem 3. Juni 2023 Mitglied der Kommission für Planung und Haushalt (Plan ve Bütçe Komisyonu).
Kurt ist verheiratet und hat zwei Kinder.